# 宿務太平洋航空387號班機空難
宿務太平洋航空387號班機空難是宿務太平洋航空一班的來回菲律賓馬尼拉尼诺伊·阿基诺国际机场到卡加延德奧羅市棉蘭老島Lumbia機場定期航班，1998年2月2日，一架道格拉斯DC-9客機於東米薩米斯Sumagaya山墜毀，機上有104名乘客遇難。

## 飛機
失事客機曾服役於加拿大航空，當時的編號為C-FTLQ，1967年交付，1997年售予宿務太平洋航空。